# Данилов, Михаил Викторович (актёр)
Михаи́л Ви́кторович Дани́лов (29 апреля 1937, Ленинград, СССР — 5 октября 1994, Бостон, США) — советский и российский актёр театра и кино, заслуженный артист РСФСР (1988).

## Биография
Родился 29 апреля 1937 года в Ленинграде. В 1965 году окончил Ленинградский государственный институт театра, музыки и кинематографии. Служил в Ленинградском театре драмы имени Пушкина.
С 1966 года — актёр ленинградского Большого драматического театра. Творческая биография Михаила Данилова связана с Георгием Товстоноговым и БДТ. На этой сцене он сыграл десятки маленьких ролей, создал «точные стилистические фигуры».
Скончался после тяжёлой и продолжительной болезни 5 октября 1994 года в Бостоне на 58-м году жизни. Урна с прахом захоронена в Санкт-Петербурге на Большеохтинском кладбище.

## Творчество

### Роли в театре

#### Большой драматический театр
- 1972 — «Ревизор» (по одноимённой пьесе Николая Гоголя; режиссёр Георгий Товстоногов) — Бобчинский
- «Провинциальные анекдоты» (по пьесе Александра Вампилова; режиссёр Александр Товстоногов) — Калошин; оформление спектакля
- 1973 — «Мольер» (по пьесе Михаила Булгакова «Кабала святош»; режиссер Сергей Юрский) — Лагранж
- 1974 — «Три мешка сорной пшеницы» по В. Ф. Тендрякову; режиссёр Георгий Товстоногов) — Митрофан
- 1974 — «Энергичные люди» (по одноимённой пьесе В. М. Шукшина; режиссёр Георгий Товстоногов) — Лысый
- 1975 — «История лошади» (по повести Льва Толстого «Холстомер»; постановка Георгия Товстоногова, режиссёр Марк Розовский, стихи Юрия Ряшенцева) — Конюший
- 1978 — «Пиквикский клуб» (по роману Чарльза Диккенса, режиссер Георгий Товстоногов) — адвокат

### Фильмография
- 1971 — До востребования (телеспектакль ЛенТВ, режиссёр А. Белинский) — Яков Михайлович
- 1972 — Дом на Фонтанке
- 1974/1981 — Агония — князь Михаил Андроников
- 1974 — Ещё раз о Шерлоке Холмсе — доктор Ватсон
- 1975 — На всю оставшуюся жизнь — доктор Супругов
- 1976 — Обыкновенная Арктика
- 1977 — Почти смешная история — Лазаренко
- 1977 — Человек-невидимка — Бантинг
- 1978 — Расмус-бродяга — Лиандер
- 1978 — Последняя альтернатива (телеспектакль) — Квемот
- 1979 — Осенняя история — Виктор Иванович Лысцов
- 1979 — Вернёмся осенью — Богуславский Сергей
- 1980 — Мой папа — идеалист
- 1981 — Мегрэ и человек на скамейке — Мегрэ
- 1981 — Всем — спасибо! — Леонид Аркадьевич
- 1982 — Не ждали, не гадали! — ветеринар
- 1982 — Профессия — следователь — Борис Евгеньевич
- 1982 — Инспектор Лосев — Григорий Семёнович Пирожков
- 1982 — Кража — Ретланд
- 1982 — Продавец птиц — Вепс
- 1983 — Не было бы счастья… — Петя, «Солидный»
- 1983 — Последний довод королей — Кларк
- 1983 — Среди серых камней — урядник
- 1984 — Капитан Фракасс — Тиран
- 1985 — Простая смерть… — рассказчик
- 1985 — Соучастие в убийстве — Альберт Фогг
- 1985 — Сказочное путешествие мистера Бильбо Беггинса, Хоббита — Бильбо Беггинс
- 1986 — Мой нежно любимый детектив — мистер Грин
- 1986 — Прорыв — Марчук
- 1986 — Путь к себе — дядя Миша
- 1986 — Тихое следствие — заведующий топливной базой Кривощапов
- 1987 — Вот такая история… — Николай Петрович Путинцев
- 1987 — Жизнь Клима Самгина — Катин
- 1987 — Жена керосинщика — офицер
- 1988 — Эти… три верные карты… — Чекалинский
- 1988 — Гнев отца (короткометражный)
- 1988 — Остров ржавого генерала — режиссёр
- 1989 — Визит дамы — парикмахер
- 1989 — Процесс
- 1990 — Чёрная роза — эмблема печали, красная роза — эмблема любви — тесть Владимира
- 1990 — Анекдоты — Ротшильд
- 1990 — Чернов/Chernov — Деян
- 1991 — Курица — Галактионов Фёдор Ильич, главный режиссёр Дощатовского драматического театра (ДДТ)
- 1994 — Мастер и Маргарита — Михаил Александрович Берлиоз, председатель МАССОЛИТа (озвучивал Сергей Юрский)

### Роли в радиоспектаклях
- «Гонорар сто тысяч» (по роману Рекса Стаута «Звонок в дверь») — Ниро Вульф
- «Космические компаньоны» (по произведениям Роберта Шекли) — Арнольд